# معجم وجه الأرض
معجم وجه الأرض وما يتعلق به من الجبال والآبار والجواء ونحوها في المأثورات الشعبية كتاب جغرافي تراثي، مؤلفه محمد ناصر العبودي، اشتمل على تسمية التضاريس والمظاهر الجغرافية السعودية ووصفها كالجبال والآبار والجواء والآكام والضراب والأودية والكثبان الرملية والرمال المطردة وشطآن البحر، وذِكر المأثورات الشعبية المتعلقة بذلك، فاز الكتاب بجائزة الملك عبد العزيز للكتاب سنة 2015. نشرت الكتابَ دارُ الثلوثية للنشر والتوزيع.